# Сан-Луиджи-дей-Франчези
Церковь Святого Людовика Французского, или Сан-Луиджи-дей-Франчези (итал. La chiesa di San Luigi dei Francesi, лат. Sancti Ludovici Francorum de Urbe) — католическая базилика, церковь Святого Людовика Французского (короля Франции Людовикa IX, канонизированного в 1297 году) в Риме. С 1589 года национальная церковь французов, проживающих в Италии. Расположена на одноимённой площади в центре города, в районе Сант-Эвстахио (Sant’Eustachio) недалеко от Пьяцца Навона. Титулярная церковь (с 7 июня 1967 года).

## История
Французская община Рима, уже владевшая небольшой капеллой недалеко от базилики Сант-Андреа-делла-Валле, в конце XV века обменяла эту территорию на другую в Риме, чтобы построить новую, более просторную. национальная церковь.
Церковь заложил в 1518 году кардинал Джулио Медичи (будущий папа римский Климент VII в 1523—1534 годах). Постройку завершили в 1589 году на средства, предоставленные французским королём Генрихом II, а затем Генрихом III и королевой Екатериной Медичи, супругой Генриха II, которая завещала церковь Франции и посвятила её Святому Людовику IX. Освящение храма состоялось 8 октября 1589 года. И хотя храм официально был освящён в честь Святой Девы Марии, Святого Дионисия Ареопагита и короля Людовика IX, он известен прежде всего под последним именем. С самого начала церковь строили в качестве приходской для французских жителей города, а также резиденции кардинала Сан-Луиджи-деи-Франчези.
Строительством руководил архитектор Доменико Фонтана по проектам Джакомо Делла Порта в период с 1518 по 1589 год. В 1749 году интерьеры были отреставрированы по проекту французского архитектора Антуана Деризе; работы продолжались до 1764 года.
Органистом церкви между 1633 и 1635 годами был итальянский композитор Луиджи Росси, а также позднее, между 1647 и 1653 годами, когда его сменил Эрколе Бернабеи до 1665 года (указан в 1658 году под именем Эрколе Пасторелли). «Маэстри капеллы» в тот же период были Орацио Беневоли, Антонио Мария Аббатини и сам Бернабеи (начиная с 1673 года). В этой же церкви в качестве третьей скрипки начиналась карьера знаменитого музыканта Арканджело Корелли, когда он прибыл в Рим около 1675 года.

## Архитектура и произведения искусства в интерьере

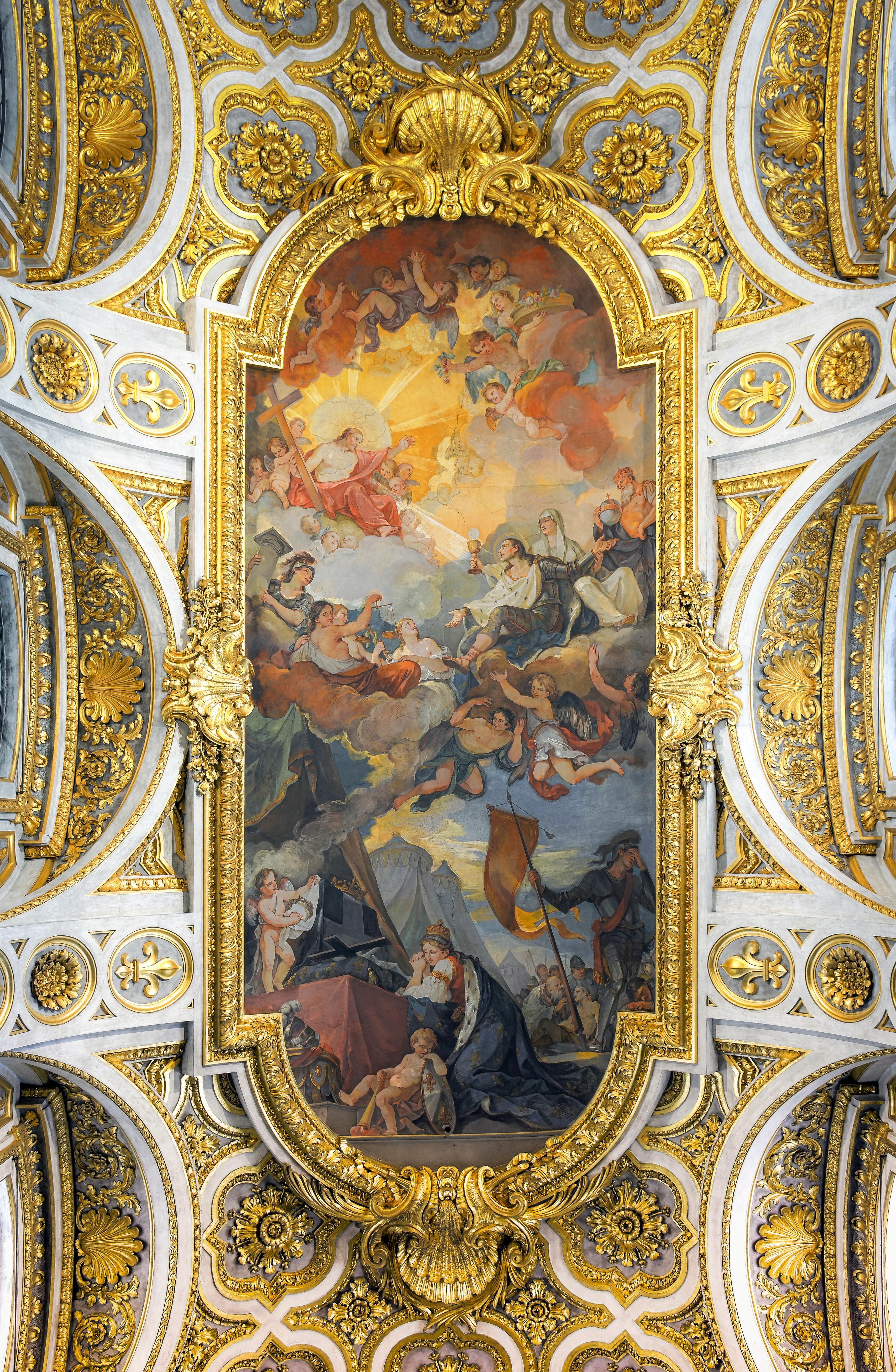
Ш.-Ж. Натуар. Апофеоз Святого Людовика. 1754. Роспись плафона

Фасад церкви создан в 1580—1584 годах по проекту Джакомо делла Порта, ученика и последователя великого Микеланджело, при содействии французских мастеров. Его композиция типична для стиля римского барокко: мощная раскреповка антаблемента, пилястр и треугольного фронтона. На фасаде можно видеть изображение саламандры — эмблемы французского короля Франциска I.
В художественном образе церкви прославляется Франция через изображения её святых и знаменитых исторических лиц. На фасаде представлены статуи Карла Великого, Святого Людовика, Святой Клотильды, Святой Жанны Валуа. Внутри находятся фрески с апофеозами (прославлениями) святых Людовика и Дионисия и историей жизни короля франков Хлодвига.
В оформлении интерьера принимали участие многие художники. Его пышное убранство отражает стиль католической контрреформации и позднего барокко XVIII века: разноцветные мраморы, живопись, позолоченные стукковые рельефы. Плафон расписал в 1754 году французский живописец Ш.-Ж. Натуар на тему «Смерть и слава Святого Людовика».
В главном алтаре церкви находится живописный образ Мадонны Ассунты (Вознесения Девы) работы Франческо Джамбаттиста Даль Понте, известного как Франческо Бассано Младший (1549—1592).
Большой алтарный образ капеллы Святого Людовика, изображающий святого, был создан в XVII веке Плаутиллой Бриччи.
В церкви собраны настоящие шедевры итальянского искусства XVII века. Во второй капелле справа — Капелле Святой Цецилии (Санта Чечилия), находятся фрески Доменикино с рассказами о святой Цецилии Римской (1614), а на алтаре — копия работы Гвидо Рени с картины «Экстаз Святой Чечилии» (Estasi di santa Cecilia) Рафаэля Санти.
В церкви захоронены знаменитые люди Франции: Полина де Бомон, возлюбленная Шатобриана, живописец Клод Лоррен, кардинал Франсуа Иоаким де Берни, посол королей Людовика XV и Людовика XVI в Италии, кардинал Фредерик Бастиа, либеральный мыслитель-экономист, Джузеппе Сиско, первый хирург и доктор Университета Сапиенца, Марин Турлониас, основатель известной римской семьи Торлония.
Орган церкви расположен на роскошном балконе контрфасада, он был построен французским органным мастером Жозефом Мерклином в 1881 году. Оснащён тремя мануалами по 56 нот и педальной доской на 30 нот с механической трансмиссией с рычагом Баркера.

## Капелла Контарелли
В последней, пятой капелле левого нефа — капелле Контарелли (La cappella Contarelli) находятся три абсолютных шедевра выдающегося итальянского живописца Микеланджело Меризи да Караваджо: «Призвание апостола Матфея», « Мученичество святого Матфея», «Святой Матфей и ангел». В 1565 году французский кардинал Матьё Куантрель (под итальянским именем Маттео Контарелли) устроил в церкви фамильную капеллу, но вскоре умер и капеллу унаследовал Вирджилио Крещенци, который, в свою очередь, поручил художественное оформление живописцу кавалеру д’Арпино: Джузеппе Чезари, с которым Караваджо сотрудничал во время его первого пребывания в Риме. Чезари писал фрески свода, но, занятый другими заказами, не закончил их и оставил работы своему ученику Караваджо, который и прославил церковь своими произведениями. Из-за опасений, что к Юбилейному году католической церкви капелла так и не будет оформлена, и учитывая недовольство французского посла Филиппа де Бетюна, Вирджилио Крешенци 25 июня 1599 года заключил контракт с Караваджо на написание картин маслом на холсте со сценами из жизни Святого Матфея за 400 скудо. Первая картина «Призвание апостола Матфея» накануне праздника Рождества была доставлена в церковь из дворца Навичелла, где располагалась тогда мастерская художника. Произведение Караваджо считается одной из самых значительных картин на редко встречающийся в изобразительном искусстве евангельский сюжет о призвании Матфея.
Согласно Евангелию от Матфея, Иисус увидел мытаря Левия (Матфея) у ворот Капернаума и призвал его на апостольское служение: «Иисус увидел человека, сидящего у сбора пошлин, по имени Матфея, и говорит ему: следуй за Мною. И он встал и последовал за Ним» Мф. 9:9. Однако, вопреки евангельскому тексту, Караваджо трактовал священный сюжет как прозаическую сцену из современной жизни. В тени за столом обычной полутёмной таверны идёт подсчёт дневной выручки мытаря Левия, ему помогает старик с лорнетом. Охранники, вооружённые молодые люди, одетые элегантно по последней моде, повернули головы в сторону вновь прибывших. Из всех присутствующих лишь Левий понял, кто стоит перед ним. В изумлении он вопросительно указывает на себя, ожидая подтверждения.
Караваджо изобразил сцену, продемонстрировав своё искусство в применении светотени, так называемого тенеброзо. По определению С. М. Даниэля «Композиция „Призвания“ является совершенно зрелым воплощением художественного метода Караваджо». Художник живописными средствами выстроил эмоционально сильную драматургию важного события. Картина расположена на боковой, левой стене капеллы и приближающийся к ней видит всю композицию в сильном ракурсе, который совпадает с повелительным жестом руки Иисуса и дополнительно подчёркивается лучом света, по диагонали пересекающим картину и как ножом разрезающим полутёмное пространство итальянской таверны, в которой по воле художника совершается действие. «Диагональ светового потока вместе с указующими перстами трёх рук (Христа, апостола Петра и самого Матфея) концентрирует внимание на главном герое изображения… Действие света равносильно действию слова».
Размер картины значительный: самое замечательное в ней то, что, вопреки очевидной театральности сцены и даже некоторой надуманности композиции, итальянский мастер обнаруживает тенденцию к зрительному преобразованию пространства посредством света и тени. Поток света, падающий с той стороны, где стоят Иисус и апостол Пётр направляет взгляд зрителя, заставляя его читать сцену против потока света: слева направо. Это создает особое напряжение. Фигуру Иисуса почти полностью закрывает Пётр — лишь голова с тонким нимбом и рука ярко выделены на тёмном фоне. «Светотень, доведённая до предельной выразительности, становится у Караваджо важнейшим композиционным фактором».
Затем было создано «Мученичество апостола Матфея» (1599—1600). С помощью тех же эффектов светотени художник концентрирует взгляд зрителя на фигуре убийцы и распростёртом теле апостола. На дальнем плане среди свидетелей Караваджо изобразил себя.
В отличие от других картин, сосредоточенных в частных собраниях, эти произведения Караваджо увидел весь Рим. К художнику пришла слава. Заказчики остались довольны и Караваджо было поручено выполнить центральный алтарный образ. Караваджо написал картину «Святой Матфей и ангел» (1602), которая не устроила заказчиков, так как Св. Матфей был написан в облике простого крестьянина. Второй вариант «Святого Матфея и ангела», как и две другие картины цикла и поныне находятся в церкви Сан-Луиджи-деи-Франчези.

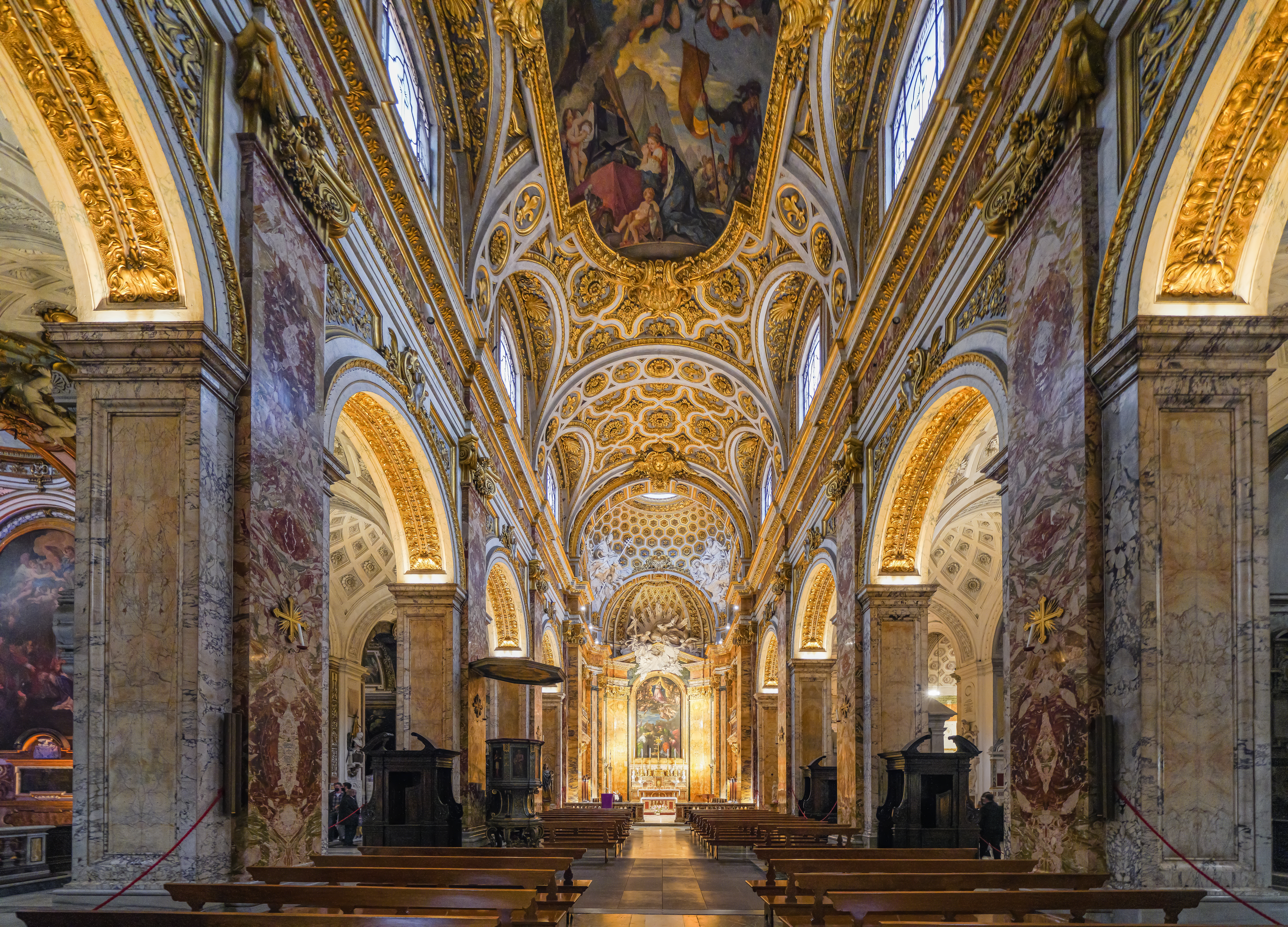
Интерьер церкви
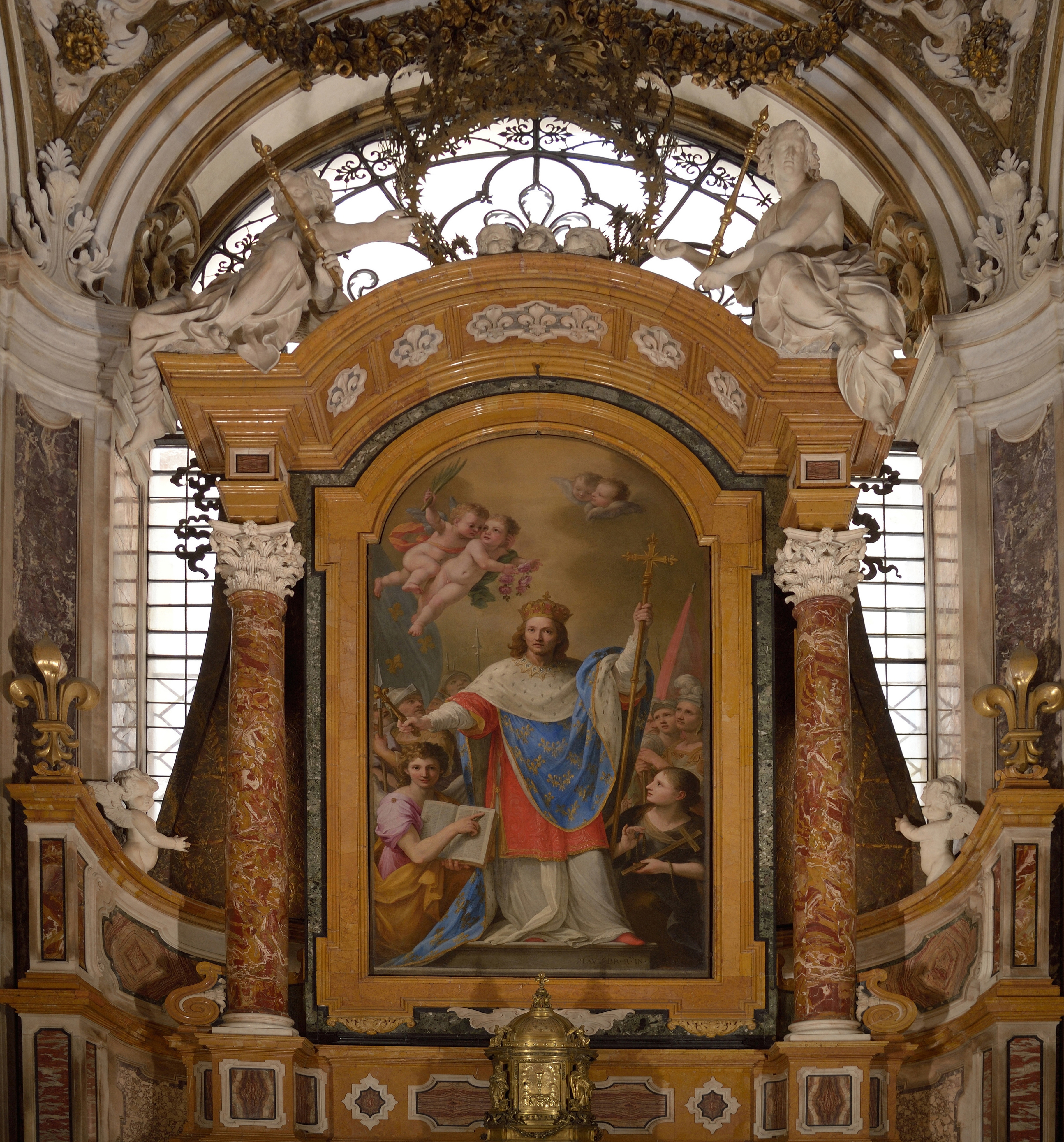
П. Бриччи. Святой Людовик IX Французский между Историей и Верой. 1676—1680. Холст, масло. Капелла Святого Людовика
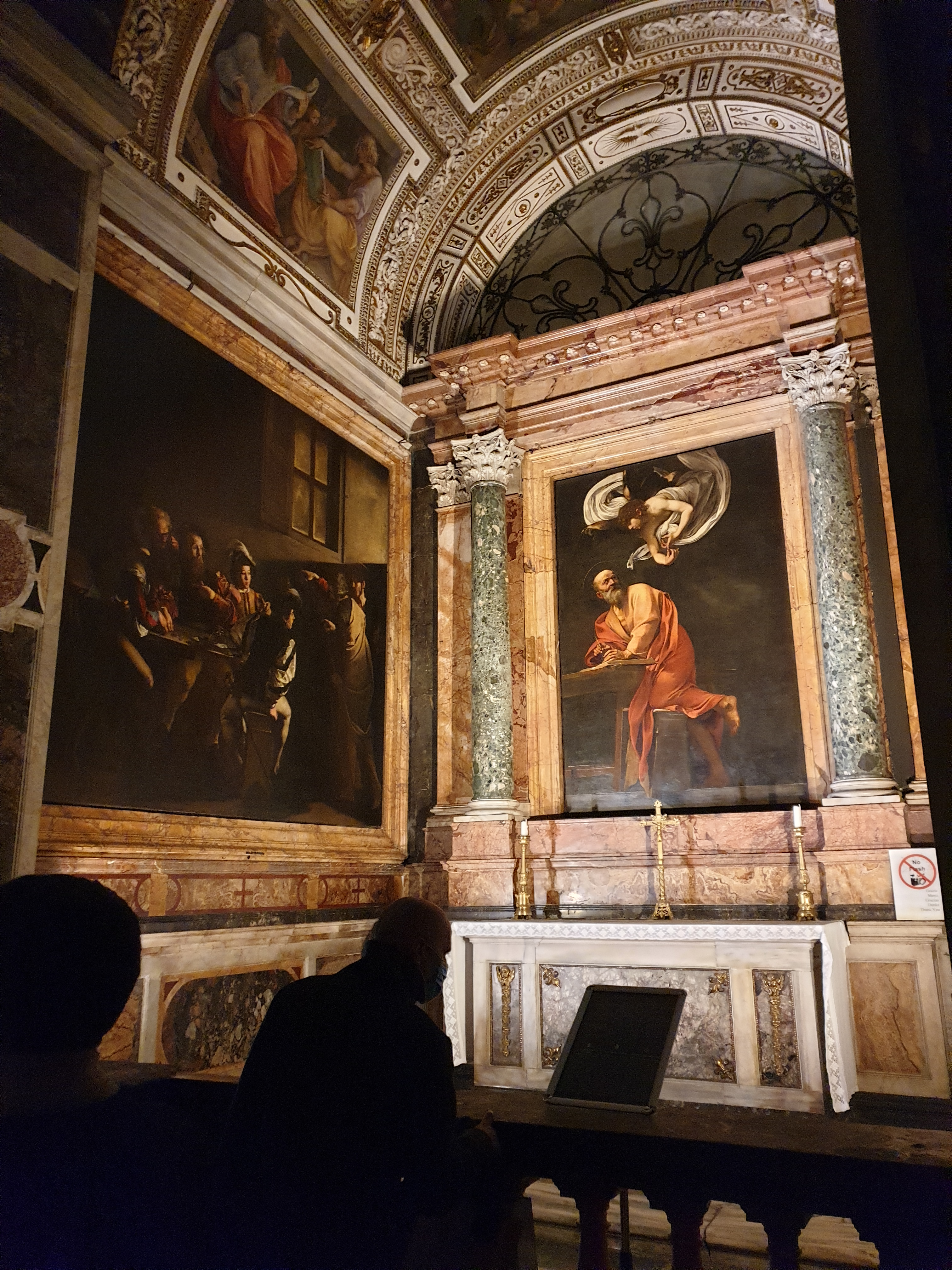
Капелла Контарелли
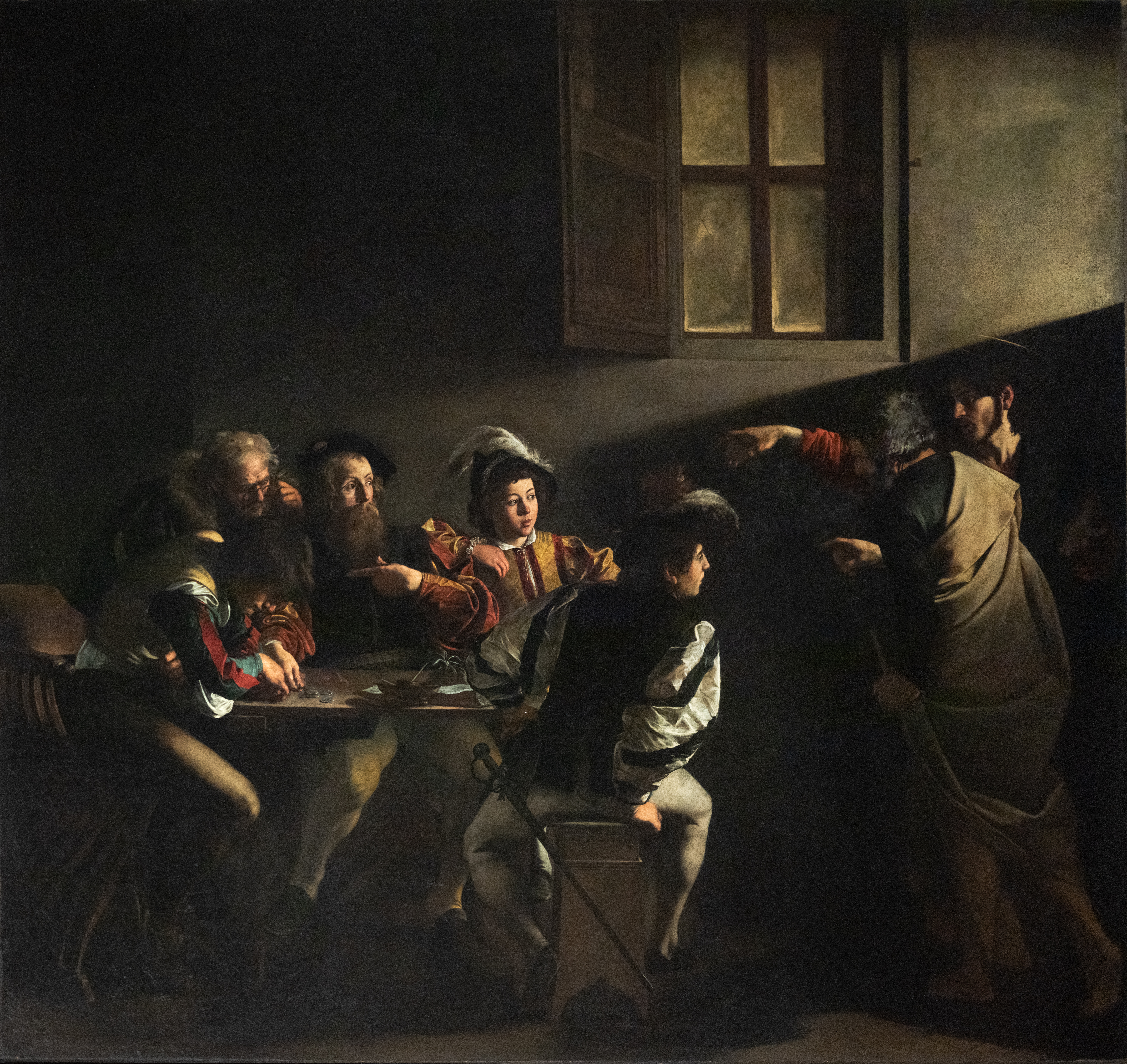
Призвание апостола Матфея. 1599—1600. Холст, масло. Капелла Контарелли
Святой Матфей и ангел. 1602. Холст, масло. Капелла Контарелли
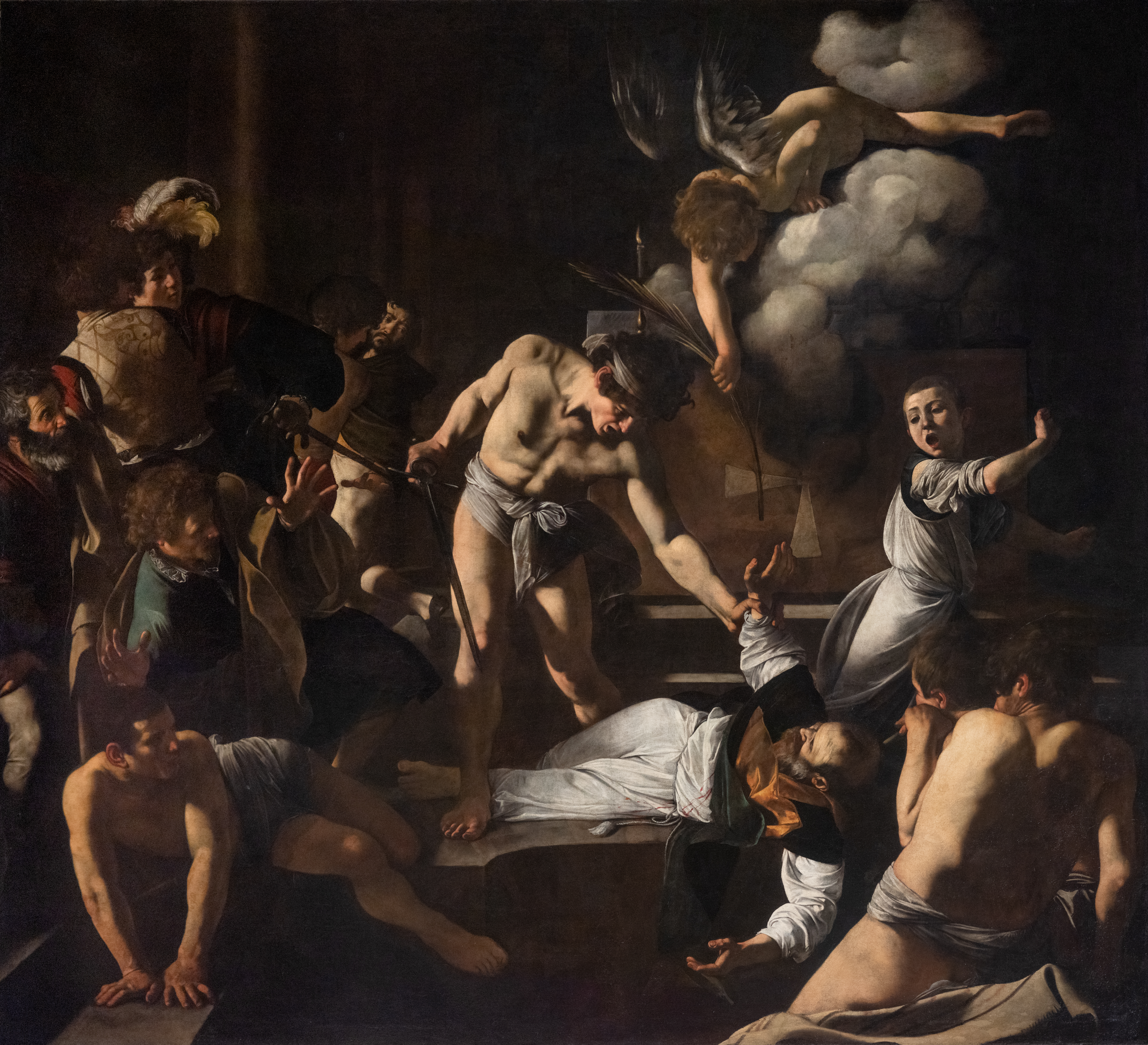
Мученичество апостола Матфея. 1599—1600. Холст, масло. Капелла Контарелли

## Титулярная церковь
Церковь Святого Людовика Французского является титулярной церковью, кардиналом-священником с титулом церкви Святого Людовика Французского с 24 ноября 2007 года, является французский кардинал Андре Вен-Труа.